# ボルチオキセチン
ボルチオキセチン（Vortioxetine）は、大うつ病性障害の治療に用いられる処方箋医薬品であり、ルンドベックと武田薬品工業から商品名トリンテリックス（Trintellix）で販売されている。ボルチオキセチンには、他の抗うつ薬と似た有効性がみられる。イギリスでは、ボルチオキセチンの処方は他の2つの抗うつ薬で十分に改善されない人にのみ推奨される。投与法は経口である。

## 効能
日本で承認されている効能・効果は「うつ病・うつ状態」である。

## 禁忌
下記の患者には禁忌とされている。
- モノアミン酸化酵素（MAO）阻害剤を投与中、あるいは投与中止後2週間以内の患者
- 本剤の成分に対し過敏症の既往歴のある患者

## 副作用
一般的な副作用には、便秘と吐き気があげられる。重度の副作用には25歳未満の自殺、セロトニン症候群、出血、躁病、抗利尿ホルモン不適合分泌症候群（SIADH）があげられる。投与量が急速に減少すると、離脱症候群が発生する場合がある。妊娠中や授乳中の人への投与は一般的に推奨されない。

## 作用機序
セロトニン再取り込み阻害・セロトニン受容体調節薬（S-RIM）に分類される。セロトニン再取り込み阻害作用、5-HT3、5-HT7及び 5-HT1D受容体アンタゴニスト作用、5-HT1B受容体部分アゴニスト作用、5-HT1A受容体アゴニスト作用により、 セロトニン値を上昇させる。。

## 歴史
アメリカ合衆国では、2013年に医薬品としてアメリカ食品医薬品局に承認された。日本では2019年9月に承認された。2019年、イギリスの国民保健サービスにかかる1か月分の費用は約27.72ポンドである。米国での1か月分の卸売価格は、約368.40米ドルである。 